# Інес Дірс
Інес Дірс  (нім. Ines Diers, 2 листопада 1963) — німецька плавчиня, олімпійська чемпіонка.

## Виступи на Олімпіадах
| Олімпіада   | Дисципліна                            | Місце |
| ----------- | ------------------------------------- | ----- |
| Москва 1980 | плавання на 100 метрів вільним стилем | 3     |
| Москва 1980 | плавання на 200 метрів вільним стилем | 2     |
| Москва 1980 | плавання на 400 метрів вільним стилем | 1     |
| Москва 1980 | плавання на 800 метрів вільним стилем | 2     |
| Москва 1980 | естафета 4 × 100 вільним стилем       | 1     |